# 산토파드레
산토파드레(이탈리아어: Santopadre)는 이탈리아 라치오주 프로시노네도에 위치한 코무네다.
아베차노-로카세카 철도의 역에서 서비스를 제공했다.